# Бірет
Бірет (лат. biretum, Birett, Barett) — головний убір духівництва римо-католицької та протестантської церков. Від кольору бірету залежить ранг того, хто його носить. 
Монахи бірет не носять.
Буває частиною офіційної форми адвокатів, суддів та інших посадових осіб.

## Галерея

Кардинал
Єпископ
Священник/Диякон
Каноніки